# Bolithomyza spinulina
Bolithomyza spinulina är en tvåvingeart som beskrevs av Camillo Rondani 1856. Bolithomyza spinulina ingår i släktet Bolithomyza och familjen svampmyggor.
Artens utbredningsområde är Italien. Inga underarter finns listade i Catalogue of Life.